# Discografia formației Ramones
Discografia formației punk rock americane Ramones, conține 14 albume de studio. Ei au înregistrat albumul de debut, Ramones, în februarie 1976, care are o lungime aproximativă de 29 minute, și a fost bine primit de critici.
Cel de-al 14-lea și ultimul lor album de studio ¡Adios Amigos! a fost lansat în iulie 1995.

## Albume de studio
| An   | Detalii album                                                                 | Poziții în topuri | Poziții în topuri | Poziții în topuri | Poziții în topuri | Poziții în topuri | Poziții în topuri | Poziții în topuri |
| An   | Detalii album                                                                 | US                | CA                | NL                | NO                | NZ                | SWE               | UK                |
| ---- | ----------------------------------------------------------------------------- | ----------------- | ----------------- | ----------------- | ----------------- | ----------------- | ----------------- | ----------------- |
| 1976 | Ramones - Label: Sire - Lansat: 23 aprilie 1976                               | 111               | —                 | —                 | —                 | —                 | 48                | —                 |
| 1977 | Leave Home - Label: Sire - Lansat: 10 ianuarie 1977                           | 148               | —                 | —                 | —                 | —                 | —                 | 45                |
| 1977 | Rocket to Russia - Label: Sire - Lansat: 4 noiembrie 1977                     | 49                | 36                | —                 | —                 | —                 | 31                | 60                |
| 1978 | Road to Ruin - Label: Sire - Lansat: 22 septembrie 1978                       | 103               | —                 | —                 | —                 | —                 | 25                | 32                |
| 1980 | End of the Century - Label: Sire - Lansat: 4 februarie 1980                   | 44                | 41                | 27                | 36                | 48                | 10                | 14                |
| 1981 | Pleasant Dreams - Label: Sire - Lansat: 20 iulie 1981                         | 58                | —                 | —                 | —                 | —                 | 35                | —                 |
| 1983 | Subterranean Jungle - Label: Sire - Lansat: 28 februarie 1983                 | 83                | —                 | —                 | —                 | —                 | —                 | —                 |
| 1984 | Too Tough to Die - Label: Sire, Beggars Banquet - Lansat: 1 octombrie 1984    | 171               | —                 | —                 | —                 | —                 | 49                | 63                |
| 1986 | Animal Boy - Label: Sire, Beggars Banquet - Lansat: 19 mai 1986               | 143               | 94                | —                 | —                 | —                 | 37                | 38                |
| 1987 | Halfway to Sanity - Label: Sire, Beggars Banquet - Lansat: 15 septembrie 1987 | 172               | —                 | 68                | —                 | —                 | 43                | 78                |
| 1989 | Brain Drain - Label: Sire, Chrysalis - Lansat: 18 mai 1989                    | 122               | —                 | —                 | —                 | —                 | 41                | 75                |
| 1992 | Mondo Bizarro - Label: Radioactive, Chrysalis - Lansat: 1 septembrie 1992     | 190               | —                 | —                 | —                 | —                 | 41                | 87                |
| 1993 | Acid Eaters - Label: Radioactive, Chrysalis - Lansat: 1 decembrie 1993        | 179               | 48                | —                 | —                 | —                 | 26                | —                 |
| 1995 | ¡Adios Amigos! - Label: Radioactive, Chrysalis - Lansat: 18 iulie 1995        | 148               | —                 | —                 | —                 | —                 | 16                | 62                |

## Albume live
| An   | Detalii album                                                  | Poziții în topuri | Poziții în topuri |
| An   | Detalii album                                                  | SWE               | UK                |
| ---- | -------------------------------------------------------------- | ----------------- | ----------------- |
| 1979 | It's Alive - Lansat: April 1979 - Label: Sire Records          | 38                | 27                |
| 1992 | Loco Live - Lansat: March 1992 - Label: Sire                   | —                 | —                 |
| 1996 | Greatest Hits Live - Lansat: June 1996 - Label: Radioactive    | —                 | —                 |
| 1997 | We're Outta Here - Lansat: November 1997 - Label: MCA          | —                 | —                 |
| 2001 | You Don't Come Close - Lansat: May 2001 - Label: Dynamic Italy | —                 | —                 |
| 2003 | NYC 1978 - Lansat: August 2003 - Label: King Biscuit           | —                 | —                 |
| 2011 | Live On Air - Lansat: January 2011 - Label: Westworld          | —                 | —                 |

## Albume compilații
| 1988                                                          | Ramones Mania (The Best Of 1976-1988) - Lansat: May 1988 - Label: Sire                                                        | 168 | —  | 84 | 47 | —  | —  | - US: Gold                             |
| 1990                                                          | All The Stuff (And More!) Volume 1 (First and second albums plus extra tracks) - Lansat: May 1990 - Label: Sire               | —   | —  | —  | —  | —  | —  |                                        |
| 1990                                                          | All The Stuff (And More!) Volume 2 (Third and fourth albums plus extra tracks) - Lansat: September 1990 - Label: Warner Bros. | —   | —  | —  | —  | —  | —  |                                        |
| 1999                                                          | Hey! Ho! Let's Go: The Anthology (The Best Of 1975-1996) - Lansat: July 1999 - Label: Rhino                                   | —   | 46 | —  | 32 | 13 | 74 | - UK: Gold - ARG: Platinum - AUS: Gold |
| 2000                                                          | Ramones Mania Vol. 2 (The Best of 1989-1996) - Lansat: April 2000 - Label: Phantom                                            | —   | —  | —  | —  | —  | —  |                                        |
| 2001                                                          | Masters of Rock: Ramones (The Best of 1989-1995) - Lansat: August 2001 - Label: EMI                                           | —   | —  | —  | —  | —  | —  |                                        |
| 2002                                                          | Best of the Chrysalis Years (The Best of 1989-1995) - Lansat: May 2002 - Label: EMI                                           | —   | —  | —  | 27 | —  | —  |                                        |
| 2002                                                          | Loud, Fast Ramones: Their Toughest Hits (The Best Of 1975-1996) - Lansat: October 2002 - Label: WEA                           | —   | —  | —  | —  | —  | —  |                                        |
| 2002                                                          | The Chrysalis Years (Final four albums plus Loco Live) - Lansat: December 2002 - Label: EMI International                     | —   | —  | —  | 61 | —  | —  |                                        |
| 2004                                                          | The Best of the Ramones (The Best of 1989-1995) - Lansat: May 2004 - Label: Simply the Best                                   | —   | —  | —  | —  | —  | —  |                                        |
| 2005                                                          | Weird Tales of the Ramones - Lansat: August 2005 - Label: Rhino/Warner Bros.                                                  | —   | —  | —  | —  | —  | —  |                                        |
| 2006                                                          | Greatest Hits (The Best Of 1976-1989) - Lansat: June 2006 - Label: Rhino                                                      | —   | —  | —  | —  | —  | —  |                                        |
| 2007                                                          | Essential - Lansat: 16 iulie 2007 - Label: Chrysalis                                                                          | —   | —  | —  | —  | —  | —  |                                        |
| 2012                                                          | Opus Collection: Rockaway Beach - Lansat: 14 august 2007 - Label: Starbucks, Rhino                                            | 153 | —  | —  | —  | —  | —  |                                        |
| "—" denotes releases that did not chart or was not certified. | |     |    |    |    |    |    |                                        |

## Single-uri
| An   | Titlu                                                                         | Poziții în topuri | Poziții în topuri | Poziții în topuri | Poziții în topuri | Poziții în topuri | Poziții în topuri | Poziții în topuri | Album                     |
| An   | Titlu                                                                         | US                | US MDR            | BEL               | IRE               | NL                | SWE               | UK                | Album                     |
| ---- | ----------------------------------------------------------------------------- | ----------------- | ----------------- | ----------------- | ----------------- | ----------------- | ----------------- | ----------------- | ------------------------- |
| 1976 | "Blitzkrieg Bop" b/w "Havana Affair"                                          | –                 | –                 | –                 | –                 | –                 | –                 | –                 | Ramones                   |
| 1976 | "I Wanna Be Your Boyfriend" b/w "I Don't Wanna Walk Around With You"          | –                 | –                 | –                 | –                 | –                 | –                 | –                 | Ramones                   |
| 1977 | "I Remember You" b/w "California Sun"                                         | –                 | –                 | –                 | –                 | –                 | –                 | –                 | Leave Home                |
| 1977 | "Sheena Is a Punk Rocker" b/w "I Don't Care"                                  | 81                | –                 | –                 | –                 | –                 | 20                | 22                | Rocket to Russia          |
| 1977 | "Swallow My Pride" b/w "Pinhead"                                              | –                 | –                 | –                 | –                 | –                 | –                 | 36                | Leave Home                |
| 1977 | "Rockaway Beach" b/w "Babysitter"                                             | 66                | –                 | –                 | –                 | –                 | –                 | –                 | Rocket to Russia          |
| 1978 | "Do You Wanna Dance?" b/w "It's a Long Way Back to Germany"                   | 86                | –                 | –                 | –                 | –                 | –                 | –                 | Rocket to Russia          |
| 1978 | "Don't Come Close" b/w "I Don't Want You"                                     | –                 | –                 | –                 | –                 | –                 | –                 | 39                | Road to Ruin              |
| 1978 | "Needles and Pins" b/w "I Wanted Everything"                                  | –                 | –                 | –                 | –                 | –                 | –                 | –                 | Road to Ruin              |
| 1979 | "She's the One" b/w "I Wanna Be Sedated"                                      | –                 | –                 | –                 | –                 | –                 | –                 | –                 | Road to Ruin              |
| 1979 | "Rock 'n' Roll High School" b/w "I Want You Around"                           | –                 | –                 | 7                 | –                 | 5                 | –                 | 67                | Rock 'n' Roll High School |
| 1980 | "Baby, I Love You" b/w "High Risk Insurance"                                  | –                 | –                 | 25                | 5                 | –                 | –                 | 8                 | End of the Century        |
| 1980 | "Do You Remember Rock 'n' Roll Radio?" b/w "Let's Go"                         | –                 | –                 | –                 | –                 | –                 | –                 | 54                | End of the Century        |
| 1980 | "I Wanna Be Sedated" b/w "The Return of Jackie and Judy"                      | –                 | –                 | –                 | –                 | –                 | –                 | –                 | Times Square              |
| 1981 | "We Want the Airwaves" b/w "You Sound Like You're Sick"                       | –                 | [A]               | –                 | –                 | –                 | –                 | –                 | Pleasant Dreams           |
| 1981 | "She's a Sensation" b/w "All's Quiet on the Eastern Front"                    | –                 | –                 | –                 | –                 | –                 | –                 | –                 | Pleasant Dreams           |
| 1983 | "Psycho Therapy" b/w "My-My Kind of a Girl"                                   | –                 | –                 | –                 | –                 | –                 | –                 | –                 | Subterranean Jungle       |
| 1983 | "Time Has Come Today" b/w "Outsider"                                          | –                 | –                 | –                 | –                 | –                 | –                 | –                 | Subterranean Jungle       |
| 1984 | "Howling at the Moon (Sha-La-La)" b/w "Smash You"                             | –                 | –                 | –                 | –                 | –                 | –                 | 85 [B]            | Too Tough to Die          |
| 1985 | "Chasing the Night" b/w "Daytime Dilemma (Dangers of Love)"                   | –                 | –                 | –                 | –                 | –                 | –                 | 85 [B]            | Too Tough to Die          |
| 1985 | "Bonzo Goes to Bitburg" b/w "Go Home Ann"/"Daytime Dilemma (Dangers of Love)" | –                 | –                 | –                 | –                 | –                 | –                 | 81                | Animal Boy                |
| 1986 | "Somebody Put Something in My Drink" b/w "Animal Boy"                         | –                 | –                 | –                 | –                 | –                 | –                 | 69 [C]            | Animal Boy                |
| 1986 | "Something to Believe In" b/w "Love Kills"                                    | –                 | –                 | –                 | –                 | –                 | –                 | 69 [C]            | Animal Boy                |
| 1986 | "Crummy Stuff" b/w "She Belongs to Me"                                        | –                 | –                 | –                 | –                 | –                 | –                 | 98                | Animal Boy                |
| 1987 | "A Real Cool Time" b/w "Life Goes On"                                         | –                 | –                 | –                 | –                 | –                 | –                 | 85                | Halfway to Sanity         |
| 1987 | "I Wanna Live" b/w "Merry Christmas (I Don't Want to Fight Tonight)"          | –                 | –                 | –                 | –                 | –                 | –                 | –                 | Halfway to Sanity         |
| 1989 | "Pet Sematary" b/w "All Screwed Up"                                           | –                 | 4                 | –                 | –                 | –                 | –                 | –                 | Brain Drain               |
| 1989 | "I Believe in Miracles" b/w "Zero Zero UFO"                                   | –                 | –                 | –                 | –                 | –                 | –                 | –                 | Brain Drain               |
| 1992 | "Poison Heart" b/w "Censorshit"                                               | –                 | 6                 | –                 | –                 | –                 | –                 | 69                | Mondo Bizarro             |
| 1992 | "Strength to Endure" b/w "The Ballad of Tipper Gore"                          | –                 | –                 | –                 | –                 | –                 | –                 | –                 | Mondo Bizarro             |
| 1993 | "Touring" b/w "Cabbies on Crack"                                              | –                 | –                 | –                 | –                 | –                 | –                 | –                 | Mondo Bizarro             |
| 1993 | "Journey to the Center of the Mind" b/w "Surfin' Safari"                      | –                 | –                 | –                 | –                 | –                 | –                 | –                 | Acid Eaters               |
| 1993 | "Substitute" b/w "Can't Seem to Make You Mine"                                | –                 | –                 | –                 | –                 | –                 | –                 | –                 | Acid Eaters               |
| 1994 | "7 and 7 Is" b/w "Out of Time"                                                | –                 | –                 | –                 | –                 | –                 | –                 | –                 | Acid Eaters               |
| 1995 | "I Don't Want to Grow Up" b/w "R.A.M.O.N.E.S."                                | –                 | 30                | –                 | –                 | –                 | –                 | –                 | ¡Adios Amigos!            |

- A^ "We Want The Airwaves" and "The KKK Took My Baby Away" charted together at #50 as a double A-side single on the Billboard Hot Dance Club Play chart.
- B^ "Howling at the Moon (Sha-La-La)" and "Chasing the Night" were released together as a double A-side single in the UK.
- C^ "Something to Believe In" and "Somebody Put Something in My Drink" were released together as a double A-side single in the UK.

## Albume de omagiere

### Albume omagiu complete
- Ramones (de Screeching Weasel) on Selfless Records (1992)
- Leave Home (de The Vindictives) on Selfless Records (1998)
- Rocket To Russia (de The Queers) on Selfless Records, Clearview Records & Liberation Records (1994)
- Road To Ruin (de The Mr. T Experience) on Clearview Records (1998)
- It's Alive (de Parasites) on Clearview Records (1997)
- End Of The Century (de Boris The Sprinkler) on Clearview Records (1998)
- Pleasant Dreams (de Beatnik Termites) on Clearview Records & Coldfront Records (1997)
- Too Tough To Die (de Jon Cougar Concentration Camp) on Liberation Records (1998)
- Too Tough To Die (de The McRackins) on Clearview Records (2000)
- Rocket to Ramonia (de The Huntingtons) on Burnt Toast Vinyl (1996)
- File Under Ramones (de The Huntingtons) on Tooth and Nail Records (1999)
- Ramones (de Operation Ivy) on Metropolis Records (1987)
- Osaka Ramones (de Shonen Knife) on Good Charamel Records (2011)

### Alte omagii
- Gabba Gabba Hey: A Tribute to the Ramones pe Triple X Records (30/08/1991)
- Blitzkrieg Over You pe Nasty Vinyl (1998) & Spv Germany (18/04/2000 - Reissued 16/11/2006)
- Ramones Maniacs pe Trend Is Dead! Records (2001)
- Strength To Endure: A Tribute To Ramones & Motorhead (by Riotgun. & Bullet Treatment) on Basement Records (2002)
- The Song Ramones The Same pe White Jazz Records (02/07/2002)
- Ramones Forever: An International Tribute pe Radical Records (11/06/2002)
- Tribute To Ramones (Japanese Import) (09/09/2002)
- We're A Happy Family: A Tribute To Ramones pe Columbia Records (11/02/2003)
- Sniffin' Glue: A Las Vegas Tribute To The Ramones pe Afternoon[15] (01/06/2004)
- Guitar Tribute To The Ramones pe Tribute Sounds Records (15/02/2005)
- The Rockabilly Tribute To Ramones pe CMH Records (13/09/2005)
- Pan For Punks...A Steelpan Tribute To The Ramones (de Tracy Thornton) on Pandemic Records (01/11/2005)
- Brats On The Beat: Ramones For Kids pe Go-Kart Records (21/11/2006)
- Rockabye Baby! Lullaby Renditions of the Ramones pe Rockabye Baby Records (30/01/2007)
- Bossa N' Ramones (The electro-bossa and e-mambo songbook of the Ramones) on Music Brokers Records (10/06/2008)
- Ramoneskidz (Russian DIY Tribute to the Ramones) (2005)

## Filme
- The Blank Generation (1976)
- Rock 'n' Roll High School (1979)
- Lifestyles of the Ramones (1990)
- The Simpsons (1993, "Rosebud" episode)
- We're Outta Here! (1997)
- Ramones - Around the World (1998)
- The Ramones and I (2002)
- End of the Century: The Story of the Ramones (2003)
- Ramones: Raw (2004)
- Too Tough to Die: a Tribute to Johnny Ramone (2006)
- It's Alive 1974-1996 (2007)

## Clipuri video
| An   | Video                                                                              |
| ---- | ---------------------------------------------------------------------------------- |
| 1978 | "I'm Against It" (Previously Unreleased, Promo Only)                               |
| 1978 | "Don't Come Close" (Previously Unreleased, Promo Only)                             |
| 1979 | "Do You Wanna Dance?" - From Rock N' Roll High School: The Movie                   |
| 1979 | "I Want You Around" - From Rock N' Roll High School: The Movie                     |
| 1979 | "I Just Wanna Have Something To Do" - From Rock N' Roll High School: The Movie     |
| 1979 | "Rock N' Roll High School" - From Rock N' Roll High School: The Movie              |
| 1979 | "Rock ' Roll High School"                                                          |
| 1980 | "Do You Remember Rock 'n' Roll Radio?"                                             |
| 1981 | "We Want The Airwaves"                                                             |
| 1981 | "It's Not My Place (In The 9 To 5 World)" - From It's Alive 1974-1996              |
| 1981 | "The KKK Took My Baby Away" - From It's Alive 1974-1996                            |
| 1983 | "Psycho Therapy"                                                                   |
| 1983 | "Time Has Come Today"                                                              |
| 1984 | "Howling At The Moon (Sha-la-la)"                                                  |
| 1986 | "Something To Believe In"                                                          |
| 1986 | "Somebody Put Something In My Drink" (Rough Cut) - From It's Alive 1974-1996       |
| 1987 | "I Wanna Live"                                                                     |
| 1988 | "I Wanna Be Sedated"                                                               |
| 1989 | "Pet Sematary" - Original Motion Picture Soundtrack                                |
| 1989 | "Pet Sematary"                                                                     |
| 1989 | "Merry Christmas (I Don't Wanna Fight Tonight)"                                    |
| 1990 | "I Believe In Miracles"                                                            |
| 1991 | "Blitzkrieg Bop" (Loco Live)                                                       |
| 1992 | "Poison Heart"                                                                     |
| 1992 | "Strength To Endure"                                                               |
| 1992 | "Touring" (Original Version) - From Ramones: RAW                                   |
| 1992 | "Touring" (Mondo Bizarro World Tour version)                                       |
| 1992 | "Cabbies On Crack" (Previously Unreleased)                                         |
| 1994 | "Substitute"                                                                       |
| 1995 | "Spiderman" (Animated Version - Ramones In Color)                                  |
| 1995 | "Spiderman" (Saturday Morning Cartoons Greatest Hits Promo, Previously Unreleased) |
| 1996 | "I Don't Wanna Grow Up"                                                            |